# Ya’akov Meridor

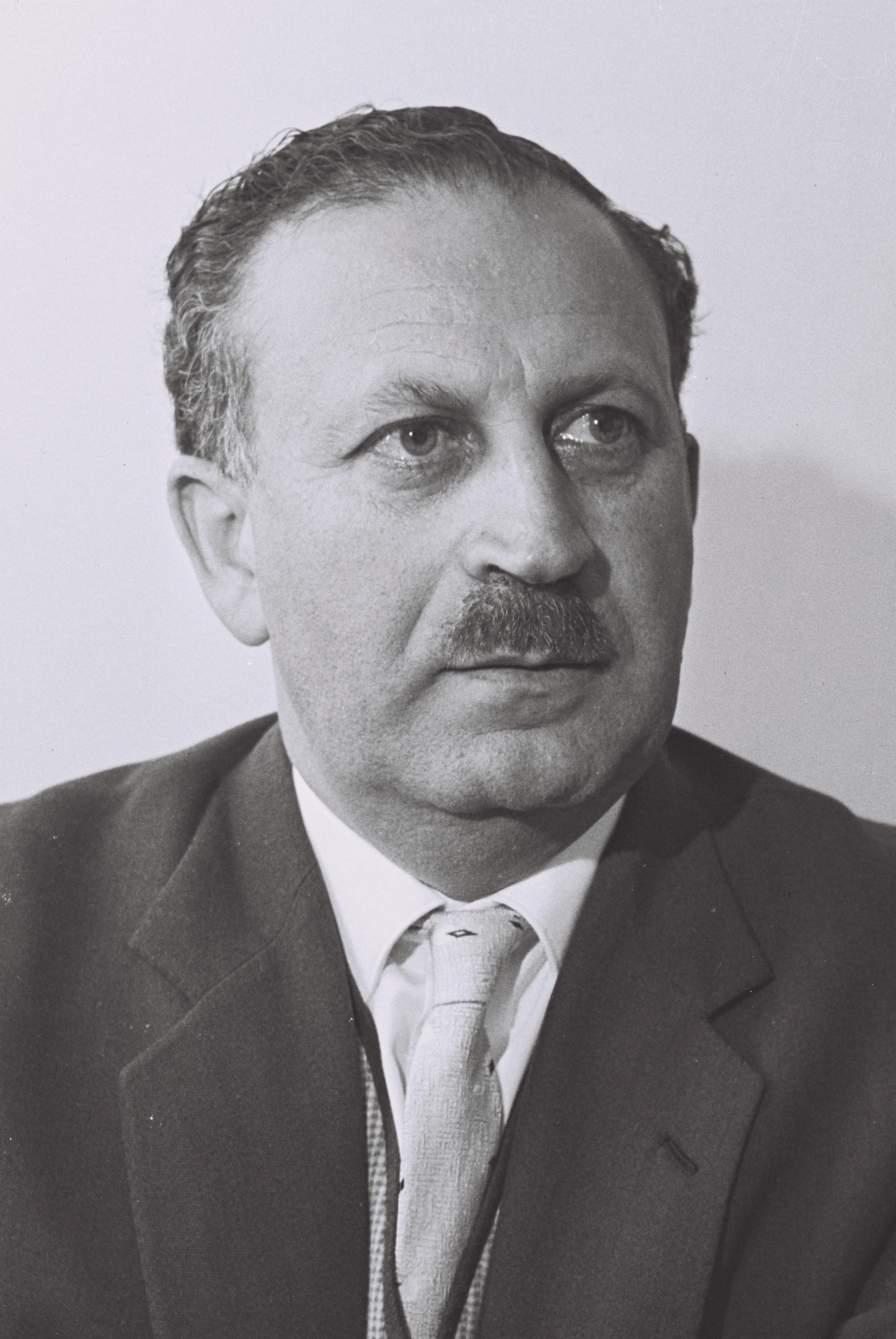
Ya’akov Meridor 1959

Ya’akov Meridor (hebräisch יעקב מרידור; Geburtsnamen Ya’akov Viniarsky; geb. 29. September 1913 in Lipno (Kongresspolen), gest. 30. Juni 1995 in Tel Aviv-Jaffa) war ein israelischer Politiker der Likud-Partei, Unternehmer und Kommandeur der Irgun Zwai Leumi.

## Leben
Ya’akov Meridor wurde am 29. September 1913 in Lipno (Kongresspolen, Russisches Kaiserreich) geboren. 1932 wanderte er nach Palästina aus, um sich im folgenden Jahr der „Irgun Zwai Leumi“ anzuschließen. Begleitete 1941 David Raziel, dem damaligen Befehlshaber der Irgun, auf einer geheimen Militäroperation in den Irak. Nachdem Raziel dabei ums Leben gekommen war, wurde Meridor 1941 Kommandeur der Irgun.
1943 übergab Meridor sein Oberkommando an Menachem Begin, hielt aber weiter hohe Positionen in der Irgun, bis die Hagana ihn 1945 an die Britischen Behörden übergab. Zusammen mit anderen Mitgliedern des jüdischen Untergrunds wurde Meridor in verschiedenen Lagern in Afrika inhaftiert. Nach mehreren fehlgeschlagenen Versuchen gelang Meridor 1948 die Flucht. Er gelangte am 14. Mai 1948, dem Tag der Ausrufung des Staates Israel, wieder zurück in seine Heimat. Meridor war 1948 einer der Gründer der Cherut, der politischen Nachfolgeorganisation der Irgun. Im selben Jahr beauftragte Begin, der Vorsitzender der Herutpartei, Meridor mit der Eingliederung der Irgun in die israelischen Verteidigungsstreitkräfte, den „Israel Defence Forces“ (IDF).
Bei den Parlamentswahlen 1949 zog er erstmals in die Knesset, dem israelische Parlament, ein. 1951 wurde er wiedergewählt, aber am 2. November 1951 trat er von seinem Parlamentssitz zurück, der von Elieser Schostak übernommen wurde. Bei den Wahlen von 1955 kehrte er ins Parlament zurück. Meridor saß in der ersten bis zur sechsten und dann wieder in der zehnten Knesset.
Noch während Meridor Mitglied der Knesset war, wurde er Mitbegründer einer Firma die Dodenfleisch nach Israel importierte. Nachdem dieses in wirtschaftliche Schwierigkeiten geraten war, verkaufte er es an den Israelischen Staat und gründete 1960 mit dem Geschäftsmann Mila Brenner (1921–1999) die "Atlantic Fishing Company", welche Tiefseefischerei betrieb. 1962 wandelte Mirador den Fischereibetrieb in die „Maritime Fruit Carriers Company Ltd.“ (MFC) mit Sitz in Haifa um. Ziel war es, in den stark zersplitterten Markt für hochseefähige Kühlschiffe einzudringen. Das Unternehmen wuchs schnell und betrieb auf seinen Höhepunkt 42 Schiffe. Darüber hinaus expandierte es in den Transport von Erdöl. Meridor wurde als größter israelischer Reeder wohlhabend. Zudem gehörte ihm für einige Jahre die Uto Bank in Zürich. Mit der Ölpreiskrise 1973 und dem damit verbundenen Niedergang des Öltankergeschäfts geriet die Firma aber in Liquiditätsprobleme und ging 1976 in Insolvenz.
Mit dem Gewinn eines Sitzes für den Likud bei der Wahl zur 10. Knesset 1981 nahm Meridor seine politische Karriere wieder auf. Im gleichen Jahr wurde er vom Israelischen Premierminister Begin zum Minister für Wirtschaft und Planung ernannt. Er behielt seinen Ministerposten als Jitzchak Schamir 1983 Premierminister wurde. Nachdem Meridor bei den Parlamentswahlen seinen Sitz verloren hatte, war seine politische Karriere beendet.
Meridor verstarb am 30. Juni 1995 in Tel Aviv-Jaffa und wurde auf dem Nahalat-Yitzhak-Friedhof in Givʿatajim beigesetzt.

## Veröffentlichungen
- Ya’akov Meridor: "Long is the Way to Freedom", Newzo Press and Pub. Co., Johannesburg 1955.